# 케난 에브렌
케난 에브렌(Ahmet Kenan Evren, 1917년 7월 17일 ~ 2015년 5월 9일)은 튀르키예의 제7대 대통령이다. 그의 아내는 사카인 에브렌이다.

## 생애

### 쿠데타 이전의 생애
1917년 튀르키예(당시 오스만 제국) 마니사 주 알라셰히르에서 출생하였고 군인생활로 진출하기 위해 1938년 포병사관학교를 졸업하였고, 1950년 포병장교로서 한국 전쟁에 참전하였다. 1961년 육군참모장이 되었으며, 1964년 육군대장에 승진하고 1978년 터키군 참모총장에 취임하였다.

### 집권
1980년 9월 12일 쿠데타를 일으켰다. 데미렐수상의 정의당정부를 전복하고 5인 국가안보평의회(NSC)를 구성하여 그 의장이 됨으로써 전권을 장악하였다. 그 당시 튀르키예 군부 내에서는 우익과 좌익 분열로 무력 충돌까지 발생해 5,000명 이상이 죽었고 내전 직전까지 심각한 정국혼란을 야기하였는데 케난 에브렌은 이런 난국을 수습하였고 절대적 지지를 얻었다. 그 후 1982년 민정헌법을 제정하여 7년 단임제 임기를 성립하고 군복을 벗어 민간인 신분으로 대통령이 되었지만 그후 반대파를 탄압했고 고문등을 자행하는등 심지어 헌법을 일부 개정해 군사정치를 합리화 시키는 독재정치를 일삼기도 했다. 1989년 헌법에 따라 대통령을 퇴임했다.

### 퇴임 이후
퇴임이후 그의 독재와 쿠데타 논란은 끊이질 않았고 결국 2014년 그는 기소되었고 튀르키예 법원에서 반국가행위로 종신형을 선고받았다. 하지만 당시 고령이었던 그는 건강이 안좋았고 이듬해인 2015년 5월 9일 향년 99세의 나이로 앙카라의 가타 군사병원에서 타계했다.